# Sachau
Sachau is een plaats en voormalige gemeente in de Duitse deelstaat Saksen-Anhalt en maakt als Ortschaft deel uit van de gemeente Gardelegen in de Landkreis Altmarkkreis Salzwedel.
Het agrarische dorpje Sachau telde begin 2022 123 inwoners.
Algenstedt · Berge · Breitenfeld · Dannefeld · Estedt · Gardelegen Stadt · Hemstedt · Hottendorf · Jävenitz · Jeggau · Jerchel · Jeseritz · Kassieck · Kloster Neuendorf · Köckte · Letzlingen · Lindstedt · Mieste · Miesterhorst · Peckfitz · Potzehne · Roxförde · Sachau · Schenkenhorst · Seethen · Sichau · Solpke · Trüstedt · Wannefeld · Wiepke · Zichtau